# Куджан
Куджан (кор. 구장군?, 球場郡?) — уезд в КНДР, входящий в состав северо-западной провинции Пхёнан-Пукто. Был выделен в 1952 году в результате административной реформы из соседнего уезда Нёнбён.

## География
На западе от уезда Куджан находится уезд Нёнбён, на севере — уезды Хянсан и Унсан, на юге — города Кэчхон и Токчхон. На востоке — лежит уезд Нёнвон соседней провинции Пхёнан-Намдо.
Природный ландшафт уезда Куджан представляет собой степные равнины и горные массивы, в его восточной части пролегают горы Мёхян. Наивысшая точка — гора Калбон (칼봉, 1530 m) на севере уезда. В центральной части уезда протекает река Чончон, в его западной части, вдоль границы — река Курён.

## Климат и экономика
Среднегодовая температура на территории уезда лежит около +8,4 °C, в январе она опускается до −10,4 °C и в августе может подниматься до 24,2 °C. Климат относительно прохладный и влажный, годовое количество осадков ок. 1300 mm. 74 % всех земель уезда занимают леса, а в сельском хозяйстве используются лишь 17 % территории.
В уезде Куджан находятся разрабатываемые месторождения угля, цинка и других полезных ископаемых, развито производство строительных материалов в частности, цемента) и подвижного состава для железнодорожного транспорта. Через территорию Куджана проложена сеть железных дорог, в том числе связывающих шахты и добывающие предприятия.